# Otts Blumenpavillon

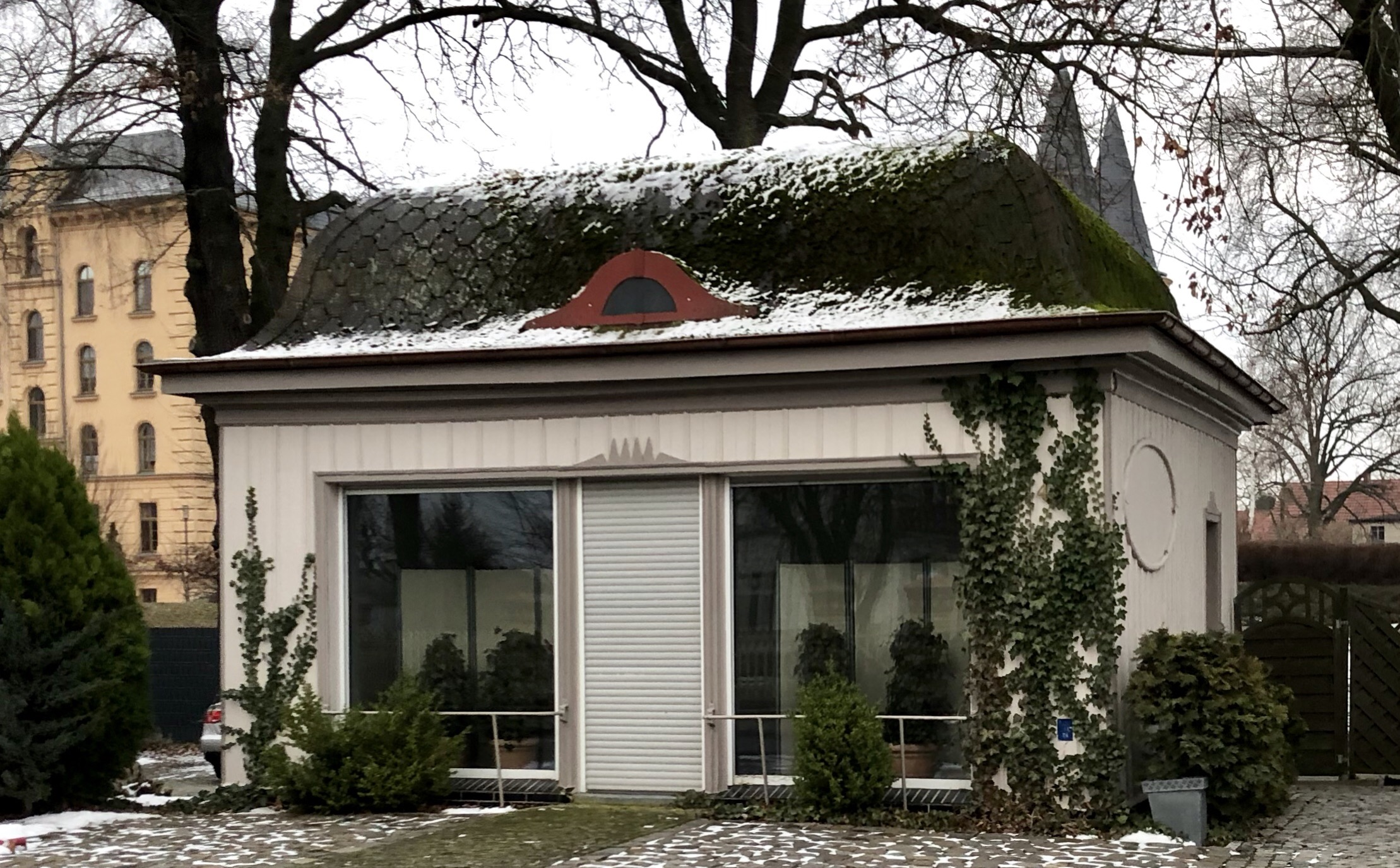
Otts Blumenpavillon, 2019

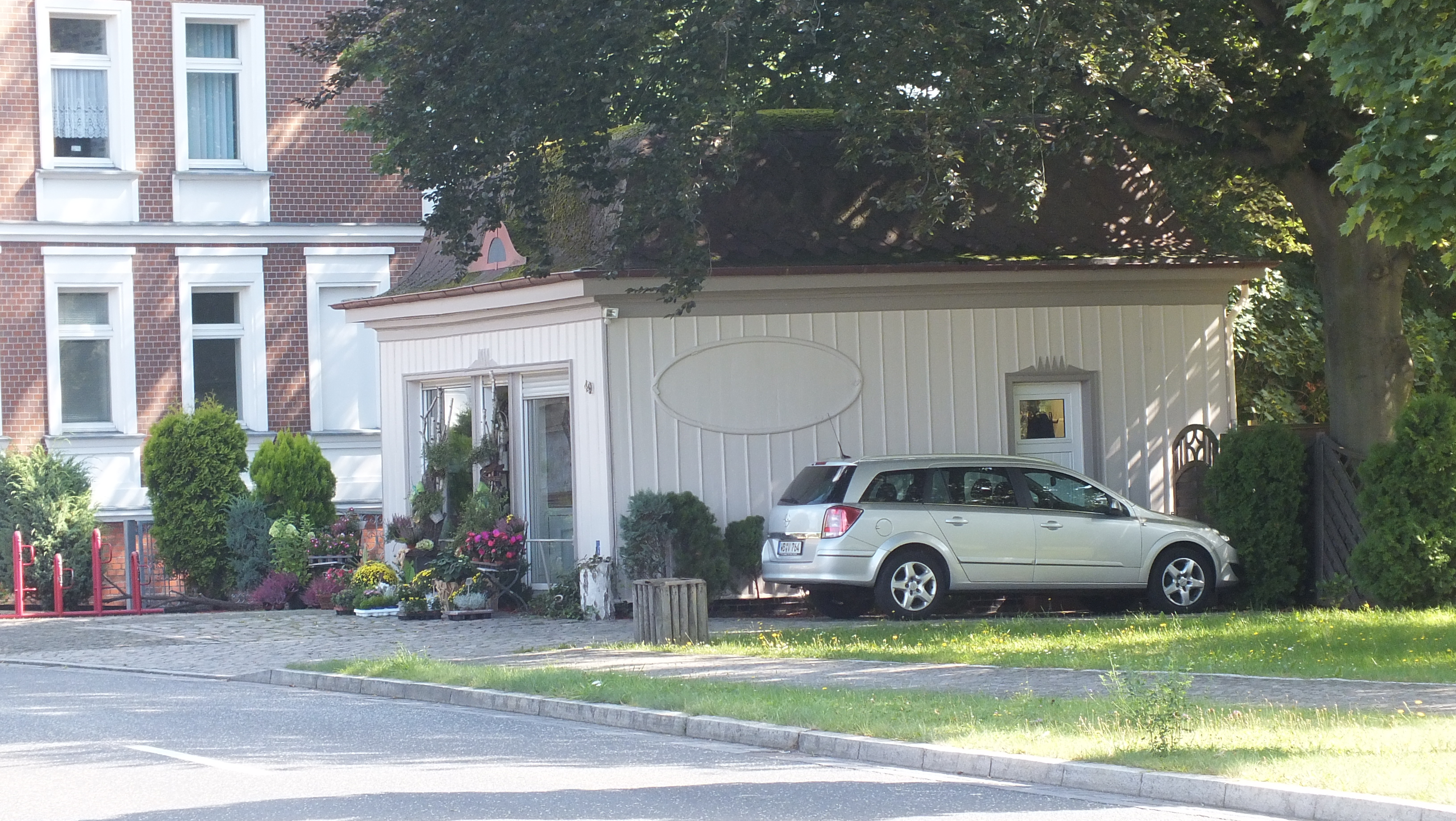
Blick von Westen, 2013

Otts Blumenpavillon ist ein denkmalgeschützter Pavillon in der Stadt Annaburg in Sachsen-Anhalt.
Er befindet sich auf der Südseite der Torgauer Straße im westlichen Teil Annaburgs an der Adresse Torgauer Straße 49, etwas östlich der Einmündung der Züllsdorfer Straße. 
Der hölzerne Pavillon entstand im Jahr 1926 als Verkaufspavillon. Bei der Gestaltung wurden Elemente des Art déco eingesetzt. 
Im örtlichen Denkmalverzeichnis ist der Pavillon unter der Erfassungsnummer 094 35215 als Baudenkmal verzeichnet.
Der Pavillon gilt als seltenes Beispiel eines erhaltenen hölzernen Verkaufspavillons aus dieser Zeit.